# Violetter Keulenpilz
Der Violette Keulenpilz (Clavulina amethystina) ist eine Pilzart aus der Familie der Stoppelpilzverwandten (Hydnaceae). Er wird auch als Amethyst-Keulenpilz oder Violetter Korallenpilz bezeichnet. Die Fruchtkörper erscheinen zwischen August und November im Laubwald. Der Pilz gilt als ungiftig, eignet sich aber aufgrund seiner Zerbrechlichkeit nicht als Speisepilz.

## Merkmale

### Makroskopische Merkmale
Die korallenartig verzweigten, 5–7 cm, selten bis 10 cm hohen und bis 4 cm breiten Fruchtkörper sind in der Jugend weißlichgrau und werden später leuchtend violett oder lila. Im Alter verfärben sie sich bräunlich und verblassen graugelblich, wenn sie eintrocknen. Die zylindrisch runden Ästchen sind glatt oder leicht rau, stehen aufrecht und sind zahlreich verzweigt, die Enden sind stumpf oder einfach gezähnt. Der Strunk ist sehr kurz oder fehlt völlig.
Das gleichfarbige Fleisch ist sehr brüchig und verfärbt sich beim Eintrocknen gelblich. Das Sporenpulver ist weiß.

### Mikroskopische Merkmale
Die fast kugeligen bis elliptischen Sporen sind 7–11 µm lang und 6–8 µm breit und enthalten einen Öltropfen. Ihr Q-Wert (Länge/Breite) liegt bei 1,5 bis 1,6. Sie sind glatt, durchscheinend (hyalin), dünnwandig und lassen sich nicht mit Jodreagenzien anfärben (inamyloid). Die zylindrischen bis schmal keuligen Basidien sind zweisporig, 42–60 µm lang und 4–8 µm breit. Die Sporen sitzen auf stark einwärts gekrümmten Sterigmen. Schnallen sind an Basidien und Hyphen vorhanden. Zystiden fehlen.

## Artabgrenzung
Die Amethystfarbene Wiesenkoralle (Clavaria zollingeri) sieht sehr ähnlich aus und lässt sich nur mikroskopisch durch die zweisporigen Basidien und die kleineren Sporen mit geringerem Q-Wert unterscheiden. Das hauptsächliche Vorkommen auf Magerwiesen ist kein sicheres Unterscheidungsmerkmal. Das Purpurne Zystidenkeulchen (Alloclavaria purpurea) ist nur wenig bis gar nicht verzweigt. Die Lilafarbene Wiesenkeule (Ramariopsis pulchella) ist kleiner, deutlich gestielt und das Fleisch verfärbt sich mit Eisen(II)-sulfat grün bis schwärzlich-grün. Violette Korallen der Gattung Ramaria haben ein ockerfarbenes Sporenpulver. Junge Exemplare des Violetten Keulenpilzes können mit der Grauen Koralle (Clavulina cinerea) verwechselt werden.

## Ökologie
Der Violette Keulenpilz lebt, wie alle Pilze der Gattung Keulenpilze (Clavulina), in Symbiose mit Bäumen und bildet eine Ektomykorrhiza mit Laubbäumen. Die Fruchtkörper erscheinen ab August bis November, sehr zerstreut. 

## Verbreitung
Die Art ist hauptsächlich in der nördlichen Hemisphäre verbreitet.

## Systematik
Der Pilz wurde 1791 von Jean Baptiste François Bulliard erstmals als Clavaria amethystea beschrieben. 1933 kombinierte Marinus Anton Donk das Taxon um in die Gattung Clavulina, sodass es seinen heute gültigen Namen bekam.